# 傑克·卡特萊特
傑克·卡特萊特（英語：Jack Cartwright；1998年9月29日—）是澳大利亞的一位游泳運動員。他參加了2017年世界游泳錦標賽男子100米自由泳的比賽。他也代表澳大利亞參加了2018年英聯邦運動會，並且在男子4x100米自由泳接力的比賽上獲得金牌。